# 下恩方町
下恩方町（しもおんがたまち）は、東京都八王子市の地名。丁番を持たない単独町名であり、住居表示未実施区域。郵便番号は192-0154（恩方郵便局管区）。

## 地理
八王子市西部、北浅川の中流に位置する。扇状地を中心に恩方グリーンタウンや繊維工業団地があり上恩方町と違い市街化している。東は元八王子町・川町・西寺方町、西は小津町・上恩方町、南は裏高尾町・元八王子町、北は美山町・西寺方町と接している。

### 河川
- 北浅川
  - 小津川

## 歴史

### 沿革
- 1639年（寛永16年） - 恩方村が上恩方村と下恩方村に分かれたとされている。
- 1889年（明治22年）4月1日 - 町村制施行により、神奈川県南多摩郡下恩方村、上恩方村、西寺方村、小津村が合併し恩方村が成立する。
- 1893年（明治26年）4月1日 - 南多摩郡が北多摩郡、西多摩郡とともに東京府へ編入する。
- 1943年（昭和18年）7月1日 - 東京都制施行。
- 1955年（昭和30年） - 恩方村が八王子市に編入合併。
- 1956年（昭和30年） - 大字下恩方が下恩方町となる。

## 世帯数と人口
2017年（平成29年）12月31日現在の世帯数と人口は以下の通りである。
| 町丁     | 世帯数    | 人口    |
| -------- | --------- | ------- |
| 下恩方町 | 3,090世帯 | 7,142人 |

## 小・中学校の学区
市立小・中学校に通う場合、学区は以下の通りとなる。
| 番地                                    | 小学校                   | 中学校               |
| --------------------------------------- | ------------------------ | -------------------- |
| 308〜330番地 339〜943番地 945〜1055番地 | 八王子市立元木小学校     | 八王子市立恩方中学校 |
| その他                                  | 八王子市立恩方第一小学校 | 八王子市立恩方中学校 |

## 交通

### 路線バス
- 西東京バス
  - 京王八王子駅〜上小田野〜恩方営業所〜恩方ターミナル・大久保
  - 西八王子駅〜上野原〜恩方ターミナル•小津町(2022年4月1日運行開始)
  - 高尾駅北口〜川原宿大橋〜川原宿(大久保•陣馬高原下行きのみ停車)〜恩方ターミナル(大久保•陣馬高原下行き未停車)・大久保・陣馬高原下・美山町

### 道路・橋梁
- 首都圏中央連絡自動車道（国道468号）
- 東京都道61号山田宮の前線
- 東京都道521号上野原八王子線（陣馬街道）

## 施設

### 行政
- 八王子市役所恩方事務所
- 恩方農村環境改善センター

### 教育
- 八王子市立恩方第一小学校
- 八王子市立元木小学校
- 聖パウロ学園高等学校

### 企業
- 八王子繊維工業団地
- 下恩方工業団地
- 西東京バス恩方営業所

### 寺院・神社
- 御岳神社
- 松嶽稲荷神社
- 浄福寺
- 稲荷大明神
- 秋葉神社
- 心源院
- 医王寺
- 称讃寺
- 法妙寺
- 菅原神社

### 公園
- 元原公園
- 上ノ原公園
- 陵北大橋公園

### 史跡
- 八王子車人形西川古柳座（都指定無形文化財）
- 下原鍛冶の碑
- 浄福寺城
- 子寅先生碑